# Ken Bruen
Ken Bruen, né le 3 janvier 1951 à Galway (Connacht) et mort le 29 mars 2025 dans la même ville, est un écrivain irlandais de roman policier.

## Biographie
Après des études au St. Joseph’s College de Galway, il s'inscrit au Trinity College de Dublin, où il devient docteur en métaphysique. Après ses études, Ken Bruen se met à voyager beaucoup et enseigne l’anglais dans de nombreux pays d’Afrique, d’Asie du Sud-Est et d’Amérique du Sud. Il fait également un séjour très éprouvant en prison au Brésil.
De retour en Irlande, il se fixe dans sa ville natale et écrit des romans noirs.
Ken Bruen mène deux séries de front : 
- La première se déroule autour d’un personnage central, Jack Taylor, ancien garda (policier irlandais) viré pour alcoolisme reconverti en tant que détective privé et qui se déroule à Galway. Il profite de cette série pour faire un tableau plutôt sombre de la société irlandaise. Les romans de la série sont truffés de références à la culture populaire irlandaise (et anglo-saxonne en général), notamment littéraire et musicale. Jack Taylor est lui-même un grand lecteur de romans noirs, aussi les références aux classiques du genre sont-elles également très présentes. On les retrouve en exergue des chapitres ou dans des allusions directes au fil du texte, souvent faites par le personnage lui-même.

- L’autre série met en scène les inspecteurs James Roberts et Tom Brant (R&B). Cette série de procédure policière se veut en partie un hommage au 87e District de Ed McBain.

### Mort
Ken Bruen meurt à Galway le 29 mars 2025 à l’âge de 74 ans.

## Œuvre

### Romans

#### SérieJack Taylor
- The Guards (2001) Publié en français sous le titre Delirium Tremens : une enquête de Jack Taylor, traduit par Jean Esch, Paris, Gallimard, coll. « Série noire » no 2721, 2004  (ISBN 2-07-030411-6) ; réédition, Paris, Gallimard, coll. « Folio policier » no 417, 2006  (ISBN 2-07-032091-X)
- The Killing of the Tinkers (2002) Publié en français sous le titre Toxic Blues : une enquête de Jack Taylor, traduit par Catherine Cheval et Marie Ploux, Paris, Gallimard, coll. « Série noire », 2005  (ISBN 2-07-030519-8) ; réédition, Paris, Gallimard, coll. « Folio policier » no 465, 2007  (ISBN 978-2-0703-4448-2)
- The Magdalen Martyrs (2003) Publié en français sous le titre Le Martyre des Magdalènes : une enquête de Jack Taylor, traduit par Pierre Bondil, Paris, Gallimard, coll. « Série noire », 2006  (ISBN 2-07-030520-1) ; réédition, Paris, Gallimard, coll. « Folio policier » no 523, 2008  (ISBN 978-2-07-035871-7)
- The Dramatist (2004) Publié en français sous le titre Le Dramaturge : une enquête de Jack Taylor, traduit par Pierre Bondil, Paris, Gallimard, coll. « Série noire », 2007  (ISBN 978-2-07-077563-7) ; réédition, Paris, Gallimard, coll. « Folio policier » no 563, 2009  (ISBN 978-2-07-039879-9)
- Priest (2006) Publié en français sous le titre La Main droite du diable : une enquête de Jack Taylor, traduit par Pierre Bondil, Paris, Gallimard, coll. « Série noire », 2008  (ISBN 978-2-07-077608-5) ; réédition, Paris, Gallimard, coll. « Folio policier » no 627, 2011  (ISBN 978-2-07-044291-1)
- Cross (2007) Publié en français sous le titre Chemins de croix : une enquête de Jack Taylor, traduit par Pierre Bondil, Paris, Gallimard, coll. « Série noire », 2009  (ISBN 978-2-07011955-4) ; réédition, Paris, Gallimard, coll. « Folio policier » no 746, 2014  (ISBN 978-2-07-045887-5)
- Sanctuary (2008) Publié en français sous le titre En ce sanctuaire : une enquête de Jack Taylor, traduit par Pierre Bondil, Paris, Gallimard, coll. « Série noire », 2010  (ISBN 978-2-07-012576-0)
- The Devil (2010) Publié en français sous le titre Le Démon, traduit par Catherine Cheval et Marie Ploux, Paris, Fayard, coll. « Fayard noir », 2012  (ISBN 978-2-213-66299-2)
- Headstone (2011) Publié en français sous le titre Sur ta tombe, traduit par Catherine Cheval et Marie Ploux, Paris, Fayard, coll. « Fayard noir », 2013  (ISBN 978-2-213-66300-5)
- Purgatory (2013)
- Green Hell (2015)
- The Emerald Lie (2016)
- The Ghosts of Galway (2017)
- In the Galway Silence (2018)
- Galway Girl (2019)
- A Galway Epiphany (2020)
- Galway Confidential (2024)
- Galway’s Edge (2025)

#### SérieR&B
- A White Arrest (1998) Publié en français sous le titre R&B - Le Gros Coup, traduit par Catherine Cheval et Marie Ploux, Paris, Gallimard, coll. « Série noire » no 2704, 2004  (ISBN 2-07-030456-6) ; réédition, Paris, Gallimard, coll. « Folio policier » no 393, 2005  (ISBN 2-07-031920-2)
- Taming the Alien (1999) Publié en français sous le titre R&B - Le Mutant apprivoisé, traduit par Catherine Cheval et Marie Ploux, Paris, Gallimard, coll. « Série noire » no 2738, 2005  (ISBN 2-07-030212-1) ; réédition, Paris, Gallimard, coll. « Folio policier » no 481, 2007  (ISBN 978-2-07-034753-7)
- The McDead (2000) Publié en français sous le titre R&B - Les Mac Cabées, traduit par Catherine Cheval et Marie Ploux, Paris, Gallimard, coll. « Série noire », 2006  (ISBN 2-07-031656-4)
- Blitz (2002) Publié en français sous le titre R&B - Blitz, traduit par Daniel Lemoine, Paris, Gallimard, coll. « Série noire », 2007  (ISBN 978-2-07077-561-3)
- Vixen (2003) Publié en français sous le titre R&B - Vixen, traduit par Daniel Lemoine, Paris, Gallimard, coll. « Série noire », 2008  (ISBN 978-2-07077562-0)
- Calibre (2006) Publié en français sous le titre R&B - Calibre, traduit par Daniel Lemoine, Paris, Gallimard, coll. « Série noire », 2011  (ISBN 978-2-07-078698-5)
- Ammunition (2007) Publié en français sous le titre R&B - Munitions, traduit par Daniel Lemoine, Paris, Gallimard, coll. « Série noire », 2012  (ISBN 978-2-07-012545-6)

#### SérieMax Fisher et Angela Petrakos
- Bust (2006), en collaboration avec Jason Starr Publié en français sous le titre Sombres Desseins, traduit par Simone Almette, Paris, Seuil, coll. « Thriller », 2008  (ISBN 978-2-02-086869-3)
- Slide (2007)
- The Max (2008)

#### Autres romans
- Shades of Grace (1993)
- Martyrs (1994)
- Rilke on Black (1996) Publié en français sous le titre Rilke au noir, suivi de Dernier appel à Louis MacNeice, traduit par Simone Arous, Catherine Cheval et Marie Ploux, Paris, Fayard, coll. « Fayard noir », 2008  (ISBN 978-2-213-63281-0)
- The Hackman Blues (1997) Publié en français sous le titre Hackman blues, traduit par Simone Arous, Paris, Fayard, coll. « Fayard noir », 2007  (ISBN 978-2-213-62817-2)
- Her Last Call to Louis MacNeice (1998)
- London Boulevard (2001) Publié en français sous le titre London Boulevard, traduit par Catherine Cheval et Marie Ploux, Paris, Fayard, coll. « Fayard noir », 2008  (ISBN 978-2-213-62819-6) ; réédition, Paris, Points coll. « Points. Roman noir », no P2624, 2011  (ISBN 978-2-7578-1248-8)
- Dispatching Baudelaire (2004) Publié en français sous le titre En effeuillant Baudelaire, traduit par Catherine Cheval et Marie Ploux, Paris, Fayard, coll. « Fayard noir », 2007  (ISBN 978-2-213-62707-6) ; réédition, Paris, Points coll. « Points. Roman noir », no P2253, 2009  (ISBN 978-2-7578-0698-2)
- American Skin (2006)
- Once Were Cops (2008) Publié en français sous le titre Brooklyn requiem, traduit par Catherine Cheval et Marie Ploux, Paris, Fayard, coll. « Fayard noir », 2010  (ISBN 978-2-213-63716-7)
- Killer Year (2008)
- Tower (2009), en collaboration avec Reed Farrel Coleman Publié en français sous le titre Tower, traduit par Pierre Bondil, Paris, Payot & Rivages, coll. « Rivages/Noir » no 883, 2012  (ISBN 978-2-7436-2410-1)
- Merrick  (2014)

### Recueil de nouvelles et courts romans
- A fifth of Bruen (2006) Publié en français sous le titre Une pinte de Bruen, traduit par Simone Arous, Paris, Fayard, coll. « Fayard noir », 2010  (ISBN 978-2-213-63612-2)

## Récompenses

### Prix
- Prix Shamus 2004 du meilleur roman pour Delirium Tremens (The Guards)[2]
- Prix Macavity 2005 pour Toxic Blues (The Killing of the Tinkers)[3]
- Prix Shamus 2007 du meilleur roman pour Le Dramaturge (The Dramatist)[2]
- Prix Barry 2007 du meilleur roman britannique pour La Main droite du diable (Priest)[4]
- Grand prix de littérature policière 2009 pour La Main droite du diable (Priest)[5]
- Prix Macavity 2010 du meilleur roman pour Tower[3]

### Nominations
- Prix Barry 2004 du meilleur roman pour The Guards[4]
- Prix Edgar-Allan-Poe 2004 du meilleur roman pour The Guards[6]
- Prix Macavity 2004 du meilleur roman pour The Guards[3]
- Prix Anthony 2005 du meilleur roman pour The Killing of the Tinkers[7]
- Prix Barry 2005 du meilleur roman britannique pour The Dramatist[4]
- Prix Barry 2007 du meilleur livre de poche pour Bust[4]
- Prix Edgar-Allan-Poe 2008 du meilleur roman pour Priest[6]
- Prix Anthony 2008 du meilleur livre de poche pour Slide[7]
- Prix Barry 2010 du meilleur roman de la décennie pour The Guards[4]
- Prix Anthony 2010 du meilleur livre de poche pour Tower [7]